# Kleopatra Tryfajna I
Kleopatra Tryfajna I (ur. 141 p.n.e.; zm. 111 p.n.e.) – najstarsza córka władców Egiptu Ptolemeusza VIII i Kleopatry III z dynastii Lagidów i siostrą Ptolemeusza IX Sotera II, Ptolemeusza X Aleksandra I, Kleopatry IV i Kleopatry Selene I. Była żoną Antiocha VIII, króla Syrii z dynastii Seleukidów.
Początkowo nosiła imię Tryfajna, człon Kleopatra przyjęła dopiero pod koniec życia. W roku 124 p.n.e. Ptolemeusz VIII zaprzestał popierania swojego pretendenta do tronu Seleucydów, Aleksandra II Zabinasa, wysuwając na jego miejsce kandydaturę Antiocha VIII Gryposa (syna Demetriusza II Nikatora i Kleopatry Thei). Zdecydował więc, że jego najstarsza córka, Tryfajna poślubi Gryposa, a wraz z nią Seleukida otrzyma wsparcie militarne i pieniądze na odbicie swojego kraju z rąk pretendenta. Ceremonia zaślubin odbyła się w 124 p.n.e. Tryfajna i Grypos mieli szóstkę dzieci: Seleukosa VI Epifanesa, bliźnięta Antiocha XI Epifanesa Filadelfosa i Filipa I Filadelfosa, Demetriusza III Filopatora, Antiocha XII Dionizosa i córkę Laodikę VII Theę, którą wydano za króla Krommageny, Mitrydatesa I Kallinikosa.

## Dążenie do władzy
Prawdopodobnie to Tryfajna namówiła męża do zabicia jego matki, a swojej siostry przyrodniej (a zarazem ciotki) Kleopatry Thei i Ptolemeusza VI. Tryfajna wykazywała chęć przejęcia rządów i szybko uzyskała polityczne wpływy w państwie swojego męża.
W roku 115 p.n.e. pojawił się pretendent do syryjskiego tronu, młodszy brat przyrodni męża Tryfajny, Antioch IX Kyzikenos. Nie posiadał dużej armii, więc jego szanse na zdobycie władzy wydawały się niskie. Ale do gry o władzę włączyła się zapomniana siostra Tryfajny, Kleopatra IV. Jeszcze za życia swego ojca, Ptolemeusza VIII, została poślubiona swemu bratu, Ptolemeuszowi IX, z którym wkrótce się rozwiodła, by ten mógł odziedziczyć tron po ojcu. Kleopatra IV pozostała na Cyprze, otoczona przez przyjaciół i sojusznicze wojsko. Dysponowała dużym, świetnie wyszkolonym wojskiem i sporymi środkami pieniężnymi. Na wieść o wyprawie Kyzikenosa na Syrię zaoferowała mu swą rękę i armię wraz z majątkiem w posagu.
Małżeństwo zostało zawarte w 114 p.n.e. Jej mąż wkrótce wyruszył do Syrii i odniósł serię zwycięstw.
W roku 112 p.n.e. Antioch VIII pokonał swojego brata przyrodniego i rywala do tronu Antiocha IX Kyzykeńczyka i przejął Antiochię, której obroną dowodziła Kleopatra IV, żona Kyzykeńczyla. Tryfajna nienawidząca swojej siostry za to, że ta śmiała odebrać jej władzę wysłała za nią siepaczy, którzy zastali Kleopatrę w świątyni Apolla, gdzie ta szukała azylu. Tryfajna oskarżyła siostrę o zebranie armii, wplątanie się w sprawy jej królestwa i małżeństwo niezgodne z wolą ich matki, Kleopatry III.
Antioch VIII podobno prosił żonę o oszczędzenie siostry, wspominając o prawie azylu i szacunku wobec bogów, którym winni są zwycięstwo. Jednak Tryfajna odmówiła i rozkazała żołnierzom męża zabić swoją siostrę. Ci wdarli się do świątyni i zabili Kleopatrę IV obcinając jej ręce i zostawiając by się wykrwawiła. Umierająca królowa wezwała bogów, by ci pomścili jej śmierć.
W niecały rok później (111 p.n.e.) Tryfajna została pojmana przez zwycięską armię Antiocha IX Kyzykeńczyka, który pokonał swojego brata podczas kolejnej bitwy. Antioch IX rozkazał zabić ją w dokładnie ten sam sposób, jak została zabita jego żona i konsekrować na nowo świątynię.